# The Horror Show at Extreme Rules
 The Horror Show at Extreme Rules foi um pay-per-view de wrestling profissional produzido pela WWE e transmitido pelo WWE Network e contou com lutadores das marcas Raw e SmackDown. Foi transmitido em 19 de julho de 2020. Enquanto a maioria do evento foi ao ar ao vivo no WWE Performance Center em Orlando, Flórida, a Wyatt Swamp Fight foi pré-gravada em um local não revelado cerca de duas horas fora de Orlando entre 16 e 17 de julho. Foi o décimo segundo evento sob a cronologia Extreme Rules, e o primeiro a ter o nome alterado.
O evento foi originalmente programado para ser realizado no SAP Center em San Jose, Califórnia ; no entanto, o governo do condado de Santa Clara restringiu as reuniões públicas indefinidamente devido à pandemia COVID-19. Como resultado, e assim como a maioria dos outros shows da WWE desde meados de março, o evento foi transferido para o WWE Performance Center em Orlando, Flórida. Posteriormente, foi o último PPV da WWE a ser realizado no Performance Center, uma vez que os eventos da WWE foram transferidos para o Amway Center, também em Orlando, no mês seguinte.
Oito lutas foram disputadas no evento, incluindo uma no pré-show. No evento principal, Bray Wyatt derrotou Braun Strowman em uma Wyatt Swamp Fight. Em outras lutas proeminentes, Drew McIntyre derrotou Dolph Ziggler para reter o WWE Championship em uma luta Extreme Rules em que a estipulação se aplicava apenas a Ziggler, Seth Rollins derrotou Rey Mysterio em uma luta Eye for an Eye, e Cesaro & Shinsuke Nakamura derrotaram o The New Day (Big E e Kofi Kingston) em uma luta de mesas para vencerem o SmackDown Tag Team Championship.

## Produção

### Conceito
Extreme Rules é um evento anual em formato pay-per-view produzido pela WWE desde 2009. O conceito do show é que o evento apresente várias lutas que são disputadas sob regras hardcore e geralmente apresentam lutas Extreme Rules. A extinta promoção Extreme Championship Wrestling (ECW), que a WWE adquiriu em 2003, originalmente usava o termo "regras extremas" para descrever os regulamentos de todas as suas lutas; A WWE adotou o termo e, desde então, usou-o no lugar de "luta hardcore" ou "regras hardcore". O evento Extreme Rules 2020 foi o décimo segundo evento sob a cronologia Extreme Rules e contou com lutadores das marcas Raw e SmackDown. O evento de 2020 também foi o primeiro evento Extreme Rules a ter um título alterado; embora originalmente anunciado como Extreme Rules, o evento foi renomeado para Extreme Rules: The Horror Show no final de junho, mas foi alterado para The Horror Show at Extreme Rules no início do mês seguinte.

#### Impacto da pandemia do COVID-19
Desde março de 2020, no meio da pandemia do COVID-19, a WWE teve que apresentar a maior parte de sua programação no WWE Performance Center em Orlando, Flórida, sem fãs presentes, embora no final de maio a promoção tenha começado usar lutadores do Performance Center para servir como público ao vivo, que foi expandido para amigos e familiares dos lutadores em meados de junho. O Extreme Rules estava programado para acontecer em 19 de julho no SAP Center em San Jose, Califórnia. No entanto, em 17 de março, o Condado de Santa Clara emitiu uma ordem de permanência em casa por tempo indeterminado, seguida por todo o estado da Califórnia em 19 de março. O SAP Center então divulgou uma declaração oficial no final de junho de que não seria o anfitrião do Extreme Rules, mas um futuro evento de pay-per-view da WWE seria realizado lá em 2021. O local também anunciou que não haveria reembolso (a menos que uma nova data não fosse determinada em 60 dias), mas os ingressos adquiridos seriam honrados para o evento do ano seguinte.
A pandemia proporcionou à WWE oportunidades de criar lutas não tradicionais, filmadas em vários locais e em um estilo cinematográfico. Para o Extreme Rules, essa luta foi a Wyatt Swamp Fight. A luta foi pré-gravada em um local não revelado, cerca de duas horas fora de Orlando. As filmagens duraram aproximadamente 6–7 horas e começaram no final da noite de 16 de julho e terminaram no início da manhã de 17 de julho. Répteis vivos foram usados, incluindo um crocodilo e uma cobra. Várias tomadas foram feitas para obter vários ângulos de câmera, semelhantes a um filme.

### Rivalidades
O show foi composto por oito lutas, incluindo uma no pré-show. As lutas resultaram de enredos roteirizados, em que os lutadores retratavam heróis, vilões ou personagens menos distintos em eventos roteirizados que geravam tensão e culminavam em uma luta ou série de lutas. Os resultados foram predeterminados pelos escritores da WWE nas marcas Raw e SmackDown, enquanto as histórias foram produzidas nos programas semanais de televisão da WWE, Monday Night Raw e Friday Night SmackDown.
Depois de ser convocado para o Raw no WWE Superstar Shake-up de 2018, Drew McIntyre se aliou a Dolph Ziggler. Embora a equipe tenha obtido sucesso em vencer o Raw Tag Team Championship, eles eventualmente se separaram. Ziggler foi transferido para a SmackDown no ano seguinte, enquanto McIntyre permaneceu no Raw e venceu o WWE Championship na segunda noite da WrestleMania 36 no início de 2020. No episódio do Raw de 22 de junho, Mcintyre foi interrompido por Ziggler, que foi transferido para o Raw. Ziggler trouxe à tona sua história juntos, reivindicando o crédito pelo sucesso de McIntyre, e afirmou que McIntyre lhe devia uma luta pelo título. McIntyre, notando que precisava de um oponente para o Extreme Rules, lembrou Ziggler que foi ele quem lhe deu o apelido de "Psicopata Escocês" e perguntou se Ziggler ainda queria uma luta pelo título e Ziggler confirmou. Durante a assinatura do contrato na semana seguinte, McIntyre disse a Ziggler que ele poderia escolher a estipulação para a luta. Ziggler optou por aguardar o próprio evento para revelar a estipulação.
No Raw de 22 de junho, depois de reter com sucesso o WWE Women's Championship, a co-campeã Sasha Banks lançou um desafio para Asuka pelo Raw Women's Championship, que Asuka aceitou no Extreme Rules. Embora Banks seja uma lutadora do SmackDown, ela e sua parceira Bayley podem aparecer em qualquer programa, já que o Women's Tag Team Championship é compartilhado entre Raw, SmackDown e NXT.
No episódio de 19 de junho do SmackDown, Nikki Cross atacou as Campeãs Femininas de Duplas Bayley e Sasha Banks, levando a uma luta entre Cross e Banks que Cross perdeu. Na semana seguinte, Cross venceu uma luta fatal four-way para ganhar uma luta pelo SmackDown Womens Championship contra Bayley no Extreme Rules.
No Money in the Bank, Braun Strowman manteve o Universal Championship contra Bray Wyatt. Wyatt voltou no episódio de 19 de junho do SmackDown em um segmento da Firefly Fun House que foi interrompido por Strowman, que declarou que Wyatt teve sua chance no Money in the Bank, mas falhou. Wyatt afirmou que sua rivalidade estava apenas começando antes de aparecer como seu antigo líder de culto da Wyatt Family. Wyatt disse que eles precisavam dar um passo para trás antes de seguirem em frente e afirmou que desde que ele criou Strowman, era seu trabalho destruí-lo. Na semana seguinte, Strowman contou como ele inicialmente se juntou a Wyatt, recitando uma história sobre o tempo que passaram no complexo de Wyatt nos pântanos da Flórida. Strowman então desafiou Wyatt a voltar ao pântano para uma luta, e uma luta sem título entre os dois chamada Wyatt Swamp Fight foi marcada para Extreme Rules.
No Raw de 11 de maio, Rey Mysterio e Aleister Black derrotaram Seth Rollins e Murphy por desqualificação. Após a luta, um Rollins enfurecido usou o canto dos degraus de aço para furar o olho de Mysterio, tirando Mysterio de ação. Durante este tempo, o filho de Mysterio, Dominik, tentou enfrentar Rollins contra a vontade de Mysterio. No episódio de 22 de junho, Rollins tentou furar o olho de Dominik, mas não teve sucesso. Mysterio então desafiou Rollins para uma luta no Extreme Rules. No episódio de 6 de julho, Mysterio e Kevin Owens derrotaram Rollins e Murphy em uma luta de duplas, permitindo que Mysterio escolhesse a condição para sua luta no Extreme Rules; Mysterio escolheu uma luta Eye for an Eye. Mais tarde, a WWE confirmou que, para vencer a luta, um competidor precisava extrair um olho do oponente.

#### Luta cancelada
No Raw de 15 de junho, MVP abordou o Campeão dos Estados Unidos Apollo Crews e disse que ele precisava de um empresário se quisesse continuar seu reinado, mas Crews recusou a oferta. Na semana seguinte, MVP tentou novamente convencer Crews a entrar, mas Crews recusou novamente. MVP então derrotou Crews em uma luta sem título no episódio de 29 de junho. Após a luta, Crews atacou MVP, que foi salvo por Bobby Lashley, que aplicou brutalmente um Full Nelson em Crews. Na semana seguinte, MVP revelou um novo design de cinturão do United States Championship e afirmou que enfrentaria Crews pelo título no Extreme Rules.

## Evento
| Função:                     | Nome:                     |
| --------------------------- | ------------------------- |
| Comentaristas em inglês     | Michael Cole (SmackDown)  |
| Comentaristas em inglês     | Corey Graves (SmackDown)  |
| Comentaristas em inglês     | Tom Phillips (Raw)        |
| Comentaristas em inglês     | Samoa Joe (Raw)           |
| Comentaristas em inglês     | Byron Saxton (Raw)        |
| Comentarista em espanhol    | Marcelo Rodriguez         |
| Anunciadores de ringue      | Greg Hamilton (SmackDown) |
| Anunciadores de ringue      | Mike Rome (Raw)           |
| Árbitros                    | Jessika Carr              |
| Árbitros                    | John Cone                 |
| Árbitros                    | Dan Engler                |
| Árbitros                    | Eddie Orengo              |
| Árbitros                    | Chad Patton               |
| Árbitros                    | Charles Robinson          |
| Árbitros                    | Rod Zapata                |
| Entrevistadores             | Charly Caruso             |
| Entrevistadores             | Kayla Braxton             |
| Painel de pré-exibição      | Scott Stanford            |
| Painel de pré-exibição      | Peter Rosenberg           |
| Correspondentes do pré-show | Renee Young               |
| Correspondentes do pré-show | Booker T                  |
| Correspondentes do pré-show | John "Bradshaw" Layfield  |

### Pré-show
Durante o pré-show do Extreme Rules, Kevin Owens enfrentou Murphy. No clímax, Owens executou um Stunner em Murphy para vencer a luta.

### Lutas preliminares
O pay-per-view começou com The New Day (Big E e Kofi Kingston) defendendo o SmackDown Tag Team Championship contra Cesaro e Shinsuke Nakamura em uma luta de mesas - uma estipulação que Cesaro e Nakamura escolheram após derrotar o New Day no episódio anterior do SmackDown. No final, Cesaro realizou um Powerbomb em Kingston através de duas mesas empilhadas uma em cima da outra para vencer o título pela primeira vez como uma equipe e a segunda para Cesaro individualmente.
Em seguida, Bayley (acompanhada por Sasha Banks) defendeu o SmackDown Women's Championship contra Nikki Cross (acompanhada por Alexa Bliss). Cross dominou Bayley no primeiro tempo da luta. Bayley executou um Bayley-to-Belly em Cross mas não conseguiu a contagem. O fim veio quando Banks entregou seu soco inglês de para Bayley. Enquanto Banks distraía o árbitro, Bayley atacou Cross e executou um facebuster em Cross para reter o título.
Depois disso, Apollo Crews foi originalmente agendado para defender o United States Championship contra MVP (acompanhado por Bobby Lashley), no entanto, a equipe de comentaristas afirmou que Crews foi incapaz de competir depois de falhar em um exame físico devido ao ataque anterior de Lashley contra Crews. MVP fez sua entrada e se declarou o vencedor por desistência. Lashley então apresentou MVP com o United States Championship. Esta mudança de título, no entanto, não foi reconhecida pela WWE.
Na luta seguinte, Rey Mysterio enfrentou Seth Rollins em uma luta Eye for an Eye, onde a única maneira de vencer era extrair o olho do oponente. Rollins empunhava um alicate ao fazer sua entrada. Enquanto Rollins esperava por Mysterio fazer sua entrada, Mysterio apareceu atrás de Rollins e o atacou. Durante a luta, Rollins tentou ferir o olho esquerdo de Mysterio usando várias armas, como o canto dos degraus de aço, um bastão de kendo, a ponta de uma cadeira de aço e uma caneta. Rollins prendeu um bastão de kendo em um corner e tentou ferir o olho de Mysterio novamente, no entanto, Mysterio respondeu e deu um frog splash em Rollins. Mysterio usou um bastão de kendo para ferir os olhos de Rollins e executou um 619 nele. Mysterio tentou ferir o olho de Rollins com o canto dos degraus de aço (assim como Rollins já havia ferido o olho de Mysterio), no entanto, Rollins deu um golpe baixo em Mysterio. Rollins então executou um The Stomp em Mysterio e novamente perfurou o olho já ferido de Mysterio no canto dos degraus de aço, fazendo com que o olho de Mysterio saltasse, dando assim a vitória a Rollins. Após a partida, a equipe médica cuidou de Mysterio enquanto Rollins vomitava ao lado do ringue.
Em seguida, Asuka (acompanhada por Kairi Sane) defendeu o Raw Women's Championship contra Sasha Banks (acompanhada por Bayley). No clímax, Asuka tentou cuspir uma névoa verde em Banks, no entanto, Banks evitou a névoa e Asuka inadvertidamente cuspiu névoa no rosto do árbitro. Quando Asuka aplicou o Asuka Lock em Banks, Bayley atacou Asuka com o cinturão do Women's Tag Team Championship. Bayley então tirou a camisa do árbitro, vestiu-a e fez a contagem para Banks "vencer". A WWE, no entanto, declarou a luta como no-contest e, portanto, Asuka manteve o título, no entanto, Banks levou o cinturão com ela.
Nos bastidores, a entrevistadora Charly Caruso fez uma atualização médica sobre Rey Mysterio. Ela disse que se o dano ao olho fosse mínimo, ele sararia e ele recuperaria a visão.
Na penúltima luta, Drew McIntyre defendeu o WWE Championship contra Dolph Ziggler. Depois de fazer suas respectivas entradas, Ziggler revelou a estipulação que havia escolhido: uma luta Extreme Rules onde a estipulação só se aplicava a ele enquanto McIntyre tinha que lutar sob as regras normais, com a estipulação adicional de que se McIntyre fosse desclassificado ou contado fora, ele perderia o título. Durante a luta, Ziggler usou várias armas ao longo da luta, aproveitando as regras unilaterais. No final, McIntyre revertou um Superkick em um Claymore Kick em Ziggler para reter o título.

### Evento principal
No evento principal, o Campeão Universal Braun Strowman enfrentou Bray Wyatt em uma Wyatt Swamp Fight em que o título não estava em jogo. No pântano, Wyatt estava sentado em sua velha cadeira de balanço esperando a chegada de Strowman. Depois de chegar em um veículo, Strowman caminhou em direção a Wyatt, no entanto, de repente escureceu e Wyatt desapareceu, após o que, um Strowman enfurecido obliterou a cadeira de balanço. Em busca de Wyatt, Strowman lutou contra dois homens mascarados, no entanto, outro atacou Strowman com uma pá, que foi revelado como o próprio sósia de Strowman de seu próprio passado da Wyatt Family. O sósia atacou Strowman novamente com a pá, deixando-o inconsciente. Depois de recuperar a consciência, Strowman se viu acorrentado a uma cadeira em uma casa adornada com as fantásticas bonecas de Wyatt. Wyatt então se aproximou de Strowman com sua música temática antiga, carregando sua lanterna, e deu as boas-vindas a Strowman. Wyatt falou sobre como ele criou Strowman e que ele iria destruí-lo para fazê-lo novamente. Ele também afirmou que seu antigo eu estava preso dentro de sua mente graças ao seu alter ego "The Fiend". Uma figura feminina com um véu preto apareceu com uma cobra que mordeu Strowman, deixando-o inconsciente.
Algum tempo depois, Strowman acordou em um campo onde foi atacado por outro homem que Strowman incendiou. A figura feminina apareceu novamente e se revelou uma ilusão de Alexa Bliss, a antiga parceira de dupla de Strowman na 1ª temporada do Mixed Match Challenge. A ilusão implicava o interesse amoroso de Strowman por ela e implorou que ele voltasse para casa. Wyatt apareceu mais uma vez e os dois lutaram em um cais até que Strowman executou um chokeslam em Wyatt em um barco que navegou para a escuridão. Pensando que a luta havia acabado, Strowman começou a partir apenas para a volta do barco. Strowman foi investigar, mas o encontrou vazio. Wyatt então emergiu repentinamente da água pantanosa e atacou Strowman com um remo antes de tentar afogá-lo. Enquanto Wyatt desaparecia novamente, Strowman emergiu da água, com falta de ar, e voltou para o cais. Wyatt apareceu mais uma vez e atacou Strowman ainda mais. Depois de atacar Strowman com um bastão de kendo, Wyatt falou com relutância sobre o que tinha acabado de fazer a Strowman, que se levantou e chutou Wyatt através de uma barricada na água pantanosa. Strowman examinou a água e, depois de não ver nenhum sinal de Wyatt, declarou que estava tudo acabado. No entanto, Wyatt de repente emergiu da água e usou o Mandible Claw para puxar Strowman para a água, para não ser visto novamente. Wyatt tentou sair da água, mas foi puxado de volta. A água então ficou vermelha e começou a borbulhar. O alter ego de Wyatt, "The Fiend", então olhou para o cais, rindo loucamente antes de proclamar "Let Me In" quando a tela escureceu para encerrar o show.

## Após o evento

### Raw
No Raw seguinte, Seth Rollins se orgulhou de derrotar Rey Mysterio e culpou o Universo WWE por suas ações horrendas antes de Aleister Black interromper. Black condenou Rollins pelos eventos das últimas semanas, levando a uma luta entre os dois que Rollins venceu, aproveitando o braço machucado de Black. Após a luta, Rollins e seu discípulo Murphy continuaram seu ataque a Black, continuando a mirar em seu braço ferido. Pelo que Rollins fez a seu pai, o filho de Mysterio, Dominik, desafiou Rollins para uma luta no SummerSlam, que Rollins aceitou depois que ele e Murphy foram atacados por Dominik com um bastão de kendo no episódio de 3 de agosto. Sua luta foi feita uma Street Fight.
Após sua vitória por desistência não reconhecida sobre Apollo Crews, o The Hurt Business (MVP, Bobby Lashley e o novo membro da facção Shelton Benjamin, que acabara de vencer o 24/7 Championship de R-Truth ), desafiou Ricochet e Cedric Alexander para uma luta handicap 3-contra-2  por não terem um terceiro parceiro, que seria Crews. Alexander e Ricochet revelaram que tinham um parceiro, o regresso de Mustafa Ali, que foi transferido do SmackDown. O trio recém-formado então derrotou MVP, Lashley e Benjamin na luta de trios. Crews, usando o cinturão mais antigo do United States Championship, voltou no episódio de 3 de agosto e ele e MVP tiveram sua luta pelo título formalmente, onde Crews venceu. Crews disse mais tarde que daria o cinturão antigo para seus filhos enquanto mantinha o novo que MVP havia apresentado. MVP então exigiu uma revanche no SummerSlam e Crews aceitou.
O Campeão da WWE Drew McIntyre fez uma promo sobre sua vitória sobre Dolph Ziggler, que interrompeu e exigiu outra oportunidade de título que McIntyre inicialmente negou. Ziggler tentou dar um golpe em McIntyre apenas para que McIntyre executasse um Glasgow Kiss em Ziggler. Um Ziggler enfraquecido continuou seu apelo, permitindo que McIntyre escolhesse a hora, o local, bem como a estipulação para a luta pelo título, o que intrigou McIntyre o suficiente para aceitar o desafio. McIntyre então disse que precisava de tempo para decidir sobre uma estipulação e que revelaria a estipulação um pouco antes da luta, assim como Ziggler havia feito no Extreme Rules. A revanche ocorreu na semana seguinte, mas por razões inexplicáveis como uma luta não válida pelo título. Nos bastidores, Ziggler fez uma promo afirmando que se derrotasse McIntyre, ele o enfrentaria pelo título no SummerSlam, no entanto, McIntyre, que escolheu uma luta Extreme Rules como estipulação, derrotou Ziggler mais uma vez. Randy Orton, que mais cedo naquela noite lançou um desafio pelo título no SummerSlam que McIntyre aceitou, executou um "RKO" por trás e ficou sobre McIntyre enquanto erguia o título.
Enquanto Sasha Banks e Bayley estavam comemorando a vitória não oficial de Banks sobre Asuka pelo Raw Women's Championship, elas foram interrompidas por Asuka, que alegou que Banks não venceu. A diretora de marcas da WWE Stephanie McMahon então apareceu no TitanTron e afirmou que Banks nem Asuka venceram no Extreme Rules e então anunciaram uma revanche entre as duass pelo Raw Women's Championship para a semana seguinte em uma luta onde o título poderia ser ganho por pinfall, submissão, desqualificação ou count-out. Na luta que se seguiu, Bayley atacou a parceira de dupla de Asuka, Kairi Sane, nos bastidores. Isso distraiu Asuka, que foi verificar Sane e foi contada fora, assim Banks venceu oficialmente o Raw Women's Championship pela quinta vez. Asuka então derrotou Bayley para ganhar uma revanche contra Banks no SummerSlam, enquanto Asuka também venceu uma batalha real entre as três marcas, com lutadoras do Raw, SmackDown e NXT no episódio de 14 de agosto do SmackDwon para enfrentar Bayley pelo SmackDown Women's Championship no SummerSlam.

### SmackDown
No SmackDown seguinte, Kofi Kingston foi avaliado nos bastidores pela equipe médica e informou a Big E que estava ferido e ficaria fora por pelo menos 6–8 semanas. Ele então encorajou Big E a buscar uma corrida solo, que ele disse que ele mesmo e outro companheiro de equipe Xavier Woods apoiaram totalmente. Os dois se abraçaram depois.
Também no SmackDown seguinte e apesar do que Stephanie McMahon havia afirmado no episódio anterior do Raw, Bayley e Sasha Banks continuaram comemorando como se tivessem todos os títulos femininos do Raw e SmackDown, e se rotularam como a definição de "grandeza" (isto ocorrendo antes de Banks vencer oficialmente o Raw Women's Championship no próximo Raw). Uma irada Nikki Cross, acompanhada por sua parceira de duplas Alexa Bliss, exigiu uma revanche pelo SmackDown Women's Championship. Bayley concordou com a revanche, no entanto, ela afirmou que Cross deveria derrotar uma adversária digna, estabelecendo uma luta entre Bliss e Cross onde a vencedora enfrentaria Bayley pelo título no SmackDown da semana seguinte. Cross derrotou Bliss para ganhar uma revanche, mas novamente não teve sucesso em ganhar o título de Bayley. Após a luta, Bliss tentou consolar Cross, que a empurrou para longe.
Bray Wyatt apareceu na Firefly Fun House e afirmou que seu antigo Eater of Worlds estava feito por agora e assegurou que Braun Strowman havia voltado para casa, assim "reunido" com sua família. Ele então declarou que The Fiend havia sido libertado. Na semana seguinte, Wyatt, que afirmou que Strowman ainda estava perdido em algum lugar do pântano, emitiu um aviso para Strowman, afirmando que The Fiend queria o Universal Championship e que ninguém estava seguro até que ele o conseguisse. The Fiend então fez sua primeira aparição na TV em quase quatro meses e provocou Strowman atacando Alexa Bliss, sua antiga parceira de duplas do Mixed Match Challenge com o Mandible Claw. O The Fiend tentou atacar Bliss novamente na semana seguinte, mas foi demonstrado pelo afeto de Bliss e recuou. Strowman então apareceu no TitanTron, disse que não ligava para Bliss, que a luta no pântano o transformou em um monstro, e ele aceitou o desafio de The Fiend pelo Universal Championship no SummerSlam. Strowman também turnou heel na semana seguinte, atacando Bliss.

## Resultados
| Nº                                          | Resultados                                                                     | Estipulações | Tempo |
| ------------------------------------------- | ------------------------------------------------------------------------------ | --- | ----- |
| Pré- show                                   | Kevin Owens derrotou Murphy                                                    | Luta Individual | 8:55  |
| 1                                           | Cesaro e Shinsuke Nakamura derrotaram The New Day (Big E e Kofi Kingston) (c)  | Luta de mesas pelo WWE SmackDown Tag Team Championship | 10:25 |
| 2                                           | Bayley (c) (com Sasha Banks) derrotou Nikki Cross (com Alexa Bliss)            | Luta individual pelo WWE SmackDown Women's Championship | 12:20 |
| 3                                           | Seth Rollins derrotou Rey Mysterio                                             | Luta Eye for an Eye Para vencer a luta o competidor deveria arrancar o olho do oponente. | 18:05 |
| 4                                           | Asuka (c) (com Kairi Sane) vs. Sasha Banks (com Bayley) terminou em no contest | Luta individual pelo WWE Raw Women's Championship | 20:00 |
| 5                                           | Drew McIntyre (c) derrotou Dolph Ziggler                                       | Luta Extreme Rules pelo WWE Championship A estipulação Extreme Rules era aplicada somente a Ziggler; McIntyre deveria competir sobre regras de uma luta normal. McIntyre perderia o título se fosse desclassificado ou se fosse contato fora. | 15:25 |
| 6                                           | Bray Wyatt derrotou Braun Strowman                                             | Wyatt Swamp Fight | 18:00 |
| (c) – Refere-se aos campeões antes da luta. |                                                                                | |       |